# Cham Līshān
Cham Līshān är en ort i Iran.   Den ligger i provinsen Khuzestan, i den centrala delen av landet, 500 km söder om huvudstaden Teheran. Cham Līshān ligger 386 meter över havet och antalet invånare är 124.
Terrängen runt Cham Līshān är varierad. Runt Cham Līshān är det ganska tätbefolkat, med 58 invånare per kvadratkilometer. Närmaste större samhälle är Rāmhormoz, 12,4 km väster om Cham Līshān. Omgivningarna runt Cham Līshān är i huvudsak ett öppet busklandskap.